# Külüg Kan
Külüg Kan (mongol: Хүлэг хаан, Hülüg Khaan, Külüg qaγan), nacido Khayishan (también escrito Khayisan, mongol: айсан, que significa "muro"), también conocido por el nombre del templo Wuzong (Emperador Wuzong de Yuan, chino: 元 武宗; pinyin: Yuán Wǔzōng; Wade-Giles: Wu-Tsung) (4 de agosto de 1281-27 de enero de 1311) Príncipe de Huai-ning (懷寧 王) en 1304-7, fue un emperador de la dinastía Yuan.

## Primeros años
Fue el primer hijo de Darmabala y Dagi, del influyente clan Khunggirad, y hermano de Ayurbarwada Buyantu Kan. Fue enviado a Mongolia para asumir un ejército que defendiera el frente occidental de Yuan contra Kaidu, gobernante de facto del Kanato de Chagatai. En 1289, la fuerza de Khayishan casi fue derrotada y el comandante Kipchak, Tutugh, lo rescató de la captura por el ejército de Kaidu.

## Entronización
En 1307, cuando murió Timur Kan, regresó hacia el este a Karakorum y observó la situación. Bulugan, la viuda de Timur de la tribu Bayaud, había mantenido alejados a los hermanos de Khayishan y Ayurbarwada, e intentó establecer a Ananda, un primo musulmán de Timur que era el príncipe de An-hsi. Su alianza fue apoyada por algunos altos funcionarios de la Secretaría bajo Aqutai, que hicieron regente a Bulugan, e intentaron instalar a Ananda en el trono. Ananda era un príncipe popular que había protegido la provincia de Yuan contra el ejército de Chagatai, pero le faltaba poder militar, y era musulmán, rechazado por la mayoría de los mongoles Yuan.
La facción pro-Darmabala arrestó a Ananda y a Bulugan en un golpe de Estado, y decidió celebrar la ceremonia de su coronación en Xanadú, como lo hizo su abuelo Kublai Kan, avanzando hacia el sur con treinta mil soldados. Fue recibido por Ayurbarwada, y ascendió al trono. Ananda y Bulugan fueron ejecutados.

## Reinado
Su administración se basó en un equilibrio inestable entre Khayishan, su hermano menor Ayurbarwada y su madre Dagi, del clan Khunggirad. Khayishan nombró a Ayurbarwada como Príncipe heredero, con la condición de que pasaría el puesto al hijo de Khayishan tras la sucesión.
Khayishan favoreció grandemente al Budismo, por lo que ordenó al Lama tibetano Chogdi Osor que tradujese los libros sagrados de Buda. Sin embargo, Khayishan fue el primer Gran Kan que gravó las tierras de los monjes budistas y de los seguidores del Taoísmo, hasta entonces exentas.

## Muerte
Murió después de un reinado de menos de 4 años, falleciendo repentinamente el 27 de enero de 1311. Inmediatamente después de su muerte y la sucesión de Ayurbarwada Buyantu Kan en 1311, la insatisfecha facción de Khunggirad se unió bajo su madre Dagi y purgó a los funcionarios pro-Khayishan. También rompió la promesa de Ayurbarwada de nombrar al hijo de Khayishan como Príncipe Heredero. Su corte expulsó a los hijos de Khayishan, Kuśala y Tugh Temür, del gobierno central. Los generales pro-Khayishan abrigaban agravios hasta que lograron establecer Tugh Temür en 1328, después de derrocar a otro de los parientes de Khayishan, Ragibagh.

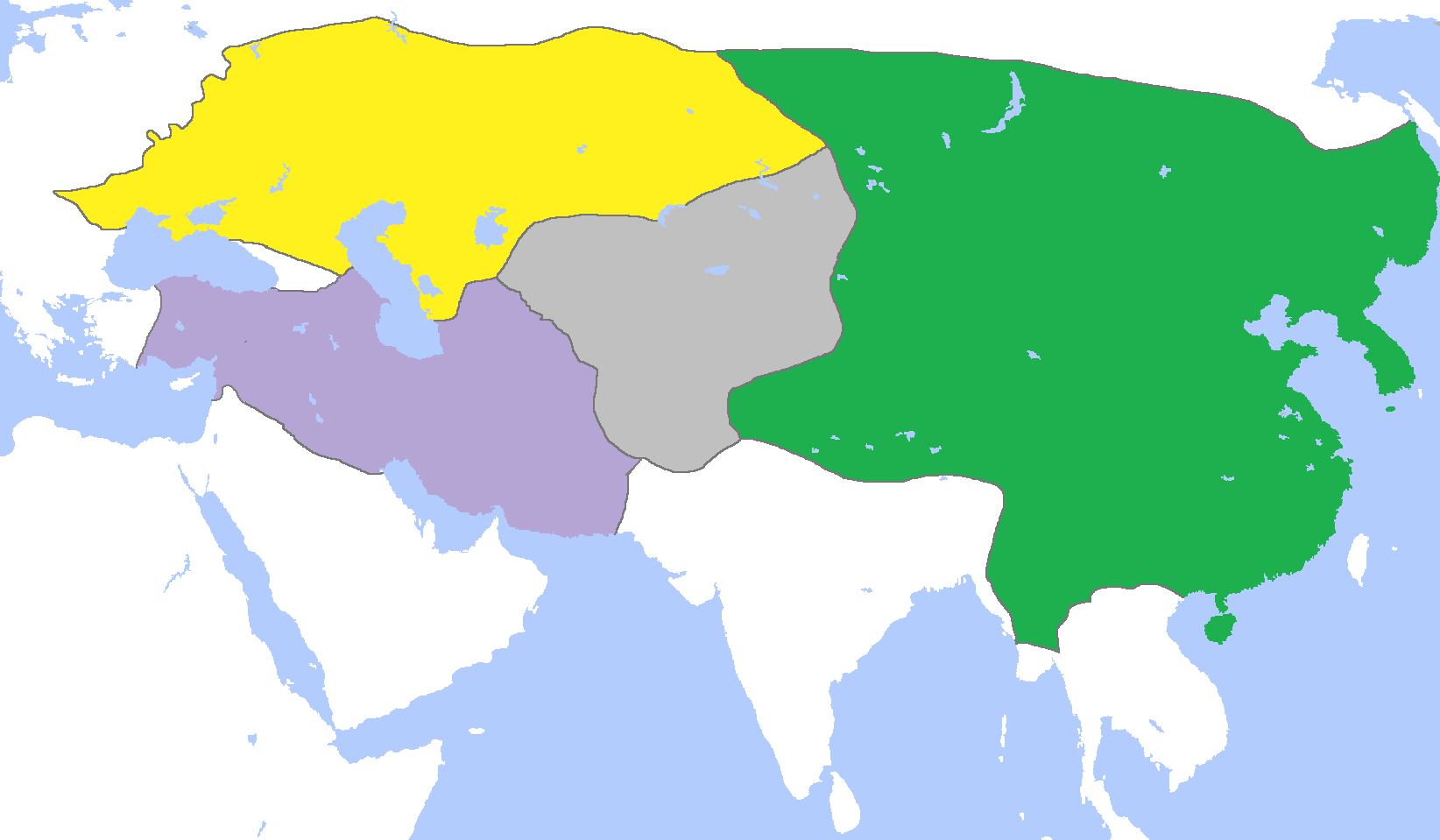
Mapa durante el reinado de Külüg Kan, c. 1300.

- Datos: Q8532